# Trelleborgs FF
El Trelleborgs FF és un club de futbol suec de la ciutat de Trelleborg. El club és afiliat a la Skånes Fotbollförbund.

## Història
El club va ser fundat el 6 de desembre de 1926. Fins a l'any 2017 el club ha jugat 17 temporades a la màxima divisió sueca (Allsvenskan). A més es arribà a classificar-se per la copa de la UEFA 1994-95.

## Palmarès
- Segona divisió sueca de futbol (Superettan): 
  - 2006
- Tercera divisió sueca de futbol (Division 1 Södra): 
  - 1991, 2015